# Andrea Rossi (politico)
Andrea Rossi (Scandiano, 9 ottobre 1976) è un politico italiano.

## Biografia
Nel 1999 viene eletto consigliere comunale a Casalgrande e nominato segretario provinciale della Sinistra Giovanile. Nel 2004 venne eletto sindaco del Comune di Casalgrande, venendo riconfermato anche nel 2009 per il secondo mandato.
Già membro della Direzione nazionale del Partito Democratico, alle elezioni regionali in Emilia-Romagna del 2014 viene eletto consigliere nel collegio di Reggio nell'Emilia. In seguito è nominato Sottosegretario alla presidenza della giunta regionale.
Alle elezioni politiche del 2018 è stato candidato del Partito Democratico ed eletto alla Camera dei deputati nel collegio plurinominale Emilia-Romagna - 02. Per tale motivo il 28 marzo seguente si è dimesso da consigliere regionale, in quanto le due cariche sono incompatibili.